# ألبرت باريت
ألبرت باريت (بالإنجليزية: Albert Barrett)‏ (11 نوفمبر 1903 في المملكة المتحدة - 8 ديسمبر 1989 بكيب تاون في المملكة المتحدة) هو لاعب كرة قدم بريطاني (وحمل سابقاً جنسية المملكة المتحدة لبريطانيا العظمى وأيرلندا) في مركز الدفاع. شارك مع منتخب إنجلترا لكرة القدم. أما مع النوادي، فقد لعب مع نادي ساوثهامبتون ونادي فولهام ووست هام يونايتد وLeytonstone F.C. ‏.

## وصلات خارجية
- ألبرت باريت على موقع قاعدة بيانات كرة القدم.إي يو (الإنجليزية)
- ألبرت باريت على موقع ناشيونال فوتبول تيمز (الإنجليزية)